# الغابة الحية (رواية)
الغابة الحية (بالإسبانية: El Bosque Animado)‏ هي رواية للكاتب الإسباني بينثيسلاو فيرنانديث فلوريث، نشرت عام 1943 بعد بضع سنوات من الحرب الأهلية في فترة ما بعد الحرب.  وتمت معالجتها سينمائيًا في ثلاثة مناسبات؛ الأولى عام 1945 مع خوسيه نتشيس، والثانية عام 1987 مع خوسيه لويس كويردا، والثالثة عام 2001 بسيناريو رافائيل أثكونا ومع أنخل دي لا كروث ومانولو جوميث وهي من الروايات الخيالية في الأدب الإسباني.

## الحبكة
يضع الكاتب قراءه من خلال أحاسيسه ولغته الشعرية المميزة في بيئة خيالية لغابة صغيرة في غاليسيا حيث يتناول حياة الإنسان المتمثلة في قصة خيرالدو وإيرميليندا وجوع ماريا دي فامي الشديد، والحيوانات حيث جرو أسموريث والقطط والذباب، وأخيرًا النباتات حيث قصة الأشجار واندهاشها لإقامة عمود كهربائي الذي كان يُعتقد بأنه أفضل من الأشجار لمنفعته، ولاعتباره رمزًا للصناعة والتقدم. ومع سير أحداث الرواية يتضح للقاريء أن بطل الرواية الحقيقي هو الأرض، أرض سيثيبرى.
تنقسم الرواية إلى مراحل زمنية بدلًا من الفصول. يرجع تقسيم بنية العمل بهذا الشكل إلى الإشارة إلى معناه، حيث أن كل مرحلة تركز على شخصية بعينها أو تُظهر مكان مختلف. إضافة إلى ذلك، فإنه يساهم في إضفاء أسلوب شعري في الرواية، لدرجة أنه بالإمكان وصف الرواية وكأنها رواية غنائية.
يلعب كل من الفقر والجوع دورًا هامًا في الرواية فيما يخص النقد الاجتماعي، حيث تعاني بعض الشخصيات من ذلك الأمر. يظهر الخيال الغاليسي في سياق النص، حيث تظهر الأرض أي غاليسيا بوصفها صورة من الحلم الذي يتعايش فيه الناس مع الجمال والغموض بشكل يومي. وعلى الرغم من وفرة الألفاظ والكلمات الغاليسية، فإنه من الملاحظ أن العمل قد تم كتابته باللغة الإسبانية نتيجة لحظر التحدث أو الكتابة بأي لغة أخرى في إسبانيا في ذلك الوقت. وكما يشير عنوان الرواية، فإن بطلها هو الأرض والنقطة الأساسية في الرواية ليست إلا حياة الأرض التي ستولد من جديد وذلك بعد مرحلة الموت، حيث تمثل الغابة للكاتب كائنًا حيًا لديه روح وحياة.